# كليومينس الثالث
كليومينس الثالث هو ملك إسبرطة. وهو ابن وخليفة الملك ليونيداس الثاني، وحكم بين عامي (235 – 219 ق م). وكان مصمما في محاولته لإعادة المكانة الاجتماعية لإسبرطة عند الحدود التي وضعها أجيس الرابع، وكان كليومينس قد تزوج أجياتيس أرملة أجيس؛ وفي ذات الوقت حاول أن يستعيد الهيمنة الإسبرطية على البيلوبونيز.
قام بهزيمة الحلف الأخائي في أركاديا مرتين، مرة في جبل ليكايوم، ومرة في ليوكترا، وقوى مركزه بأن اغتال أربعة من الإيفور (أعضاء مجلس الشيوخ الإسبرطي) وألغى مجلس الإيفور الذي هيمن على مقاليد السلطة، وطرد نحو ثمانين من الأوليغارك (النخبة). وتم التضييق على سلطة المجلس ووضع بدله مجلس نخبة آخر هو الباترونومي. وعين شقيقه يوكليداس كشريك في خلافة عرش أرخيداموس اليوريبونتي الذي قتل. وشملت إصلاحاته الاجتماعية إعادة توزيع الأراضي، والعفو عن الديون، وإعادة نظام التدريب القديم، وأدخل نخبة من البيريويكي (طبقة السكان المجاورين لإسبرطة) في مجلس المواطنين. وفعل الكثير لإعادة مجد إسبرطة القديم.
هزم الأخائيين في ديمي، وجعل نفسه سيد أرغوس، ثم تبعته مدن كورنث وفليوس وإبيداوروس وغيرها من المدن، ونظم حملات ناجحة ضد ميغالوبوليس وأرغوس. لكن اراتوس لم يرقه أن يكون إسبرطي سيدا على الحلف الأخائي فطلب العون من أنتيغونس دوسون ملك مقدونيا، الذي لاقى كليومينس وهزمه في سيلاسيا شمال إسبرطة عام 222 أو 221 ق م. هرب كليومينس إلى الإسكندرية طالبا اللجوء من ملكها بطليموس يورغيتس، ولكن خليفته بطليموس فيلوباتر اعتقله بتهمة التآمر. هرب من السجن وحاول القيام بثورة، ولكن محاولته فشلت وانتحر لكي يهرب من السجن. ويعتبر كليومنس أحد أعظم رجال إسبرطة سواء بحنكته السياسية أو العسكرية، وبموته ضاع آخر آمل لإسبرطة لاستعادة مكانتها السابقة في اليونان.